# Gare de Huy Saint-Hilaire
Pour les articles homonymes, voir Gare de Huy (homonymie) et gare de Saint-Hilaire (homonymie).
La gare de Huy-Saint-Hilaire est une ancienne gare ferroviaire belge de la ligne 126, de Statte à Ciney située dans la ville de Huy, région wallonne dans la province de Namur.
Elle est mise en service en 1905 en tant que nouvel arrêt sur la rive gauche de la Meuse. Elle n'est plus utilisée par les voyageurs depuis 1963.

## Situation ferroviaire
La gare de Huy-Saint-Hilaire se trouve au point kilométrique (PK) 1,70 de la ligne 126, de Statte à Ciney, entre les gares de Statte et Huy-Sud. Cette section de la ligne 126 accueille uniquement un trafic de marchandises et le reste de la ligne est fermé et démonté.

## Histoire

### Le chemin de fer Hesbaye-Condroz
La concession d'un chemin de fer de Landen à Huy rejoignant la ligne du Luxembourg est accordée le 15 janvier 1863[réf. nécessaire] à la Compagnie "Hesbaye Condroz" qui inaugure les sections Statte-Huy-Modave en 1872 et Statte-Landen en 1875. Le point final de la ligne est finalement Ciney, atteint seulement en 1877. Cette compagnie privée confie directement l'exploitation de son réseau à l'Administration des chemins de fer de l'État belge.

### Gare de l'État belge
À cette époque, et jusqu'en 1940, la ligne de Namur à Liège (actuelle ligne 125) appartient à la Compagnie du Nord - Belge. La ligne Landen-Statte-Ciney (actuelles lignes 127 et 126) est donc le seul accès à la « ville aux Millionnaires » pour les trains de l’État belge, qui disposent d'une gare : Huy-Sud, sur la rive opposée à la gare du Nord-Belge. Les correspondances se font en gare de Statte ; le trafic des voyageurs reste cependant modeste avec une vocation surtout locale.
Au début du XXe siècle, l’État belge modernise la ligne Ciney-Landen pour en faire un itinéraire de diversion en direction de la France et du Luxembourg, d'une part et de Liège et du Limbourg. D'importants travaux auraient été nécessaires pour ajouter la double voie, rectifier le profil et créer une nouvelle ligne (jamais réalisée) de Modave à Marloie et Rochefort.
Près de la Meuse, que la ligne franchit par le pont de fer, une nouvelle gare est ainsi créée en 1905. D'abord une simple halte, inaugurée le 1er juillet 1905, elle devient très vite une véritable gare. L'adjudication pour la construction du bâtiment des recettes, du pavillon des WC et de terrassements et pavages a eu lieu le 6 juin 1904, dans la salle d'attente de la station de Liège-Guillemins. Le montant (pour la première partie des travaux) avoisinait les 45 000 francs.

### Fermeture
La croissance du trafic ne se manifestera cependant pas dans les proportions escomptées au lendemain de la Première Guerre mondiale, pendant laquelle le vieux pont de fer à simple voie est détruit et remplacé par l'ouvrage actuel, construit en pierre.
Avec le temps, les voyageurs ont été plus nombreux à se déplacer par la route. La SNCB supprime les trains de voyageurs entre Huy-Sud et Ciney en 1962. Le service se maintient un temps sur la courte section comprenant les gares Huy-Saint-Hilaire et -Sud jusqu'à sa suppression le 29 septembre 1963. La gare, héritée du Nord-Belge, devient la seule de Huy.
Les trains de marchandises continuent à servir les industries établies près de la ligne 126 mais l'usine d'ArcelorMittal à Marchin est désormais le seul client. La ligne est fermée et démontée entre Marchin et Ciney depuis 1973.

## Patrimoine ferroviaire
Le bâtiment des recettes du plan type 1895 des Chemins de fer de l'État belge est reconverti en habitation et repair-café.
Doté d'une aile de trois travées qui accueillait les voyageurs et les colis, il est le seul exemple survivant de ce type de bâtiment à avoir une façade décorée par de nombreuses briques recouvertes de verre vert bouteille. Elles rythment la façade de brique rouge dans des motifs alternant les briques vertes et blanches.
Le bâtiment annexe qui servait de toilettes et lampisterie existe toujours, en revanche la marquise de fer et de verre qui protégeait le quai et l'entrée latérale n'est plus.
Au moins une gare, celle de Bressoux, semble avoir été décorée des mêmes briques vertes mais il n'existe aucune image en couleur de ce bâtiment, proche du plan type 1895 mais sans second étage, qui a été démoli après 1930.

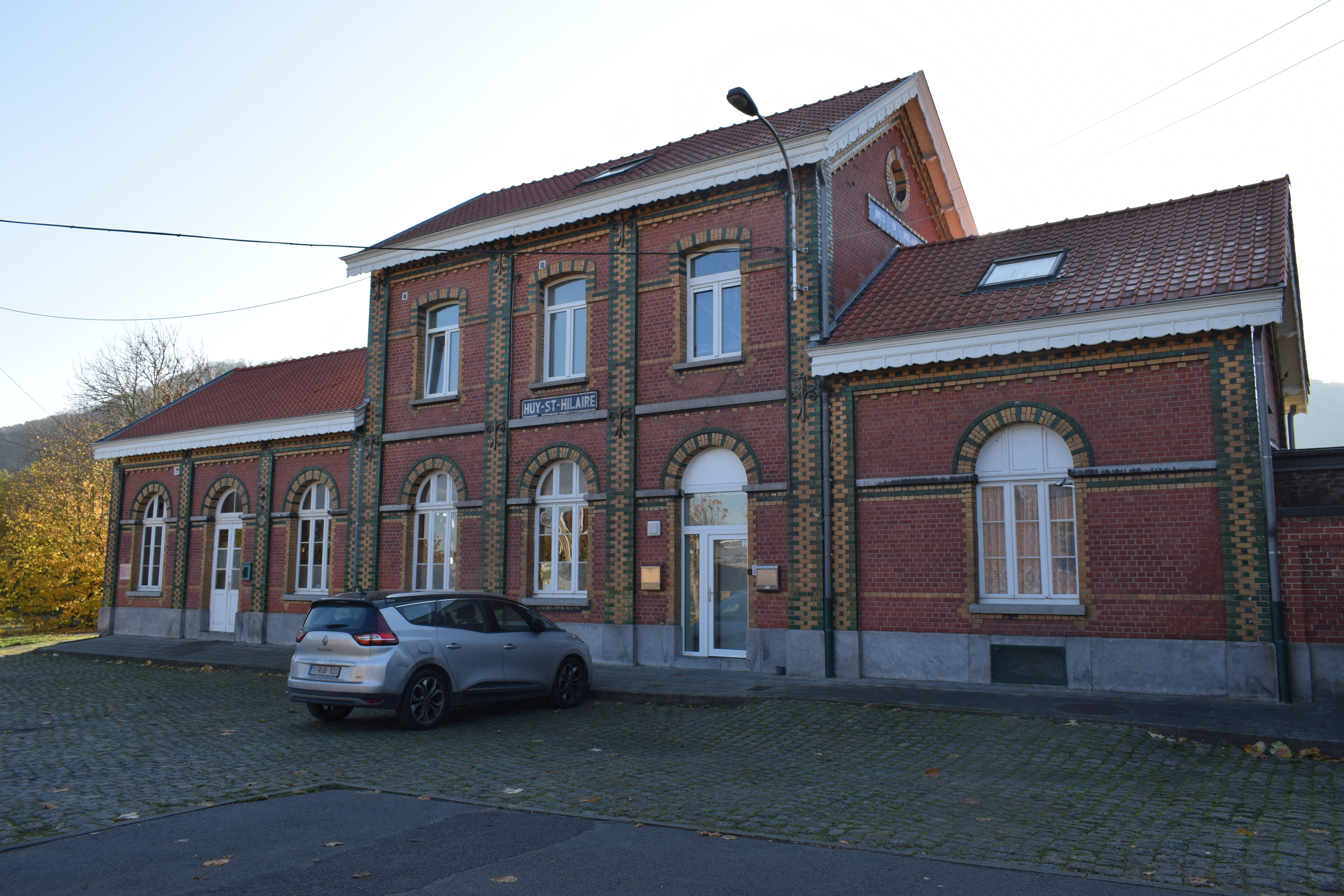
Côté rue.
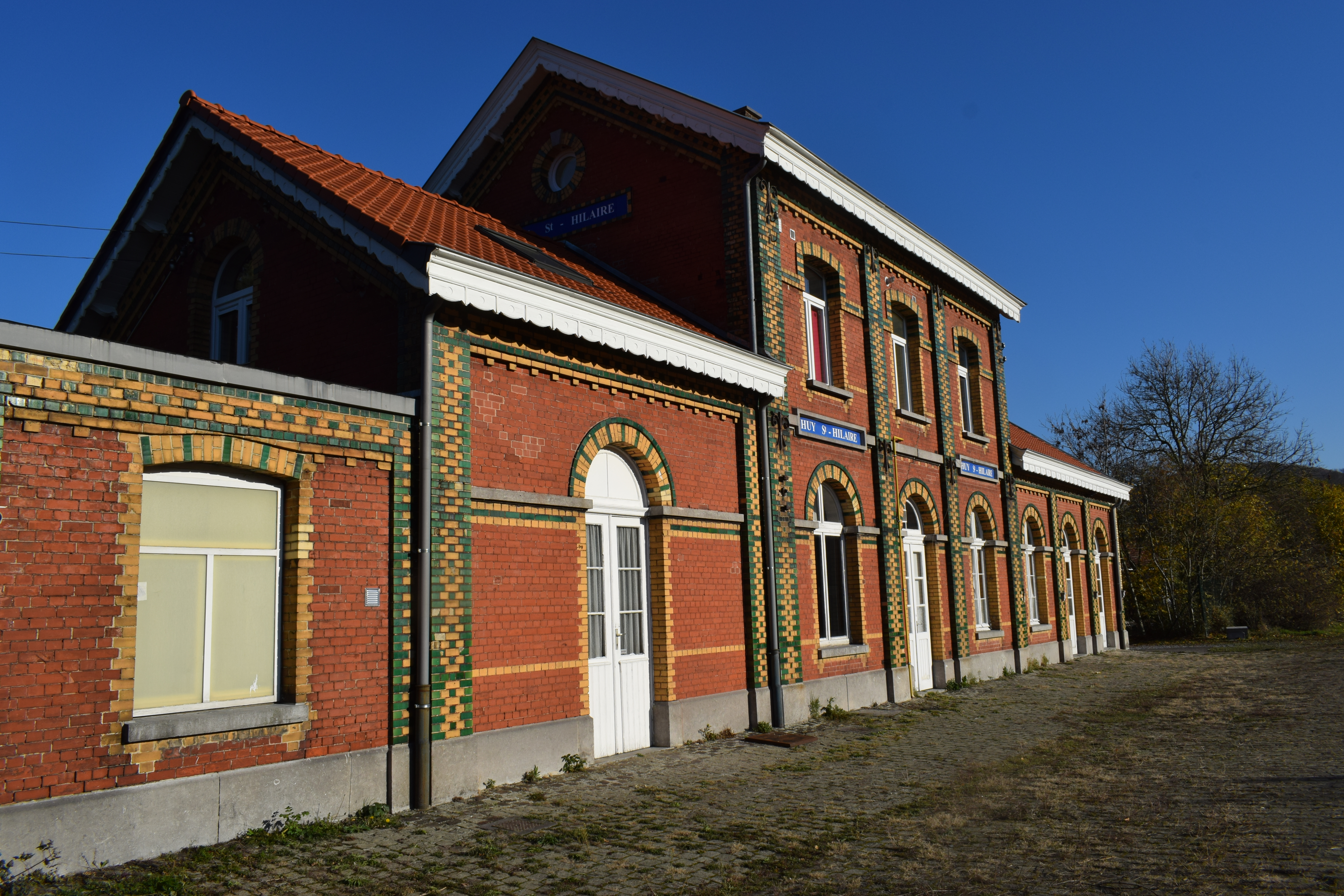
Côté quai.
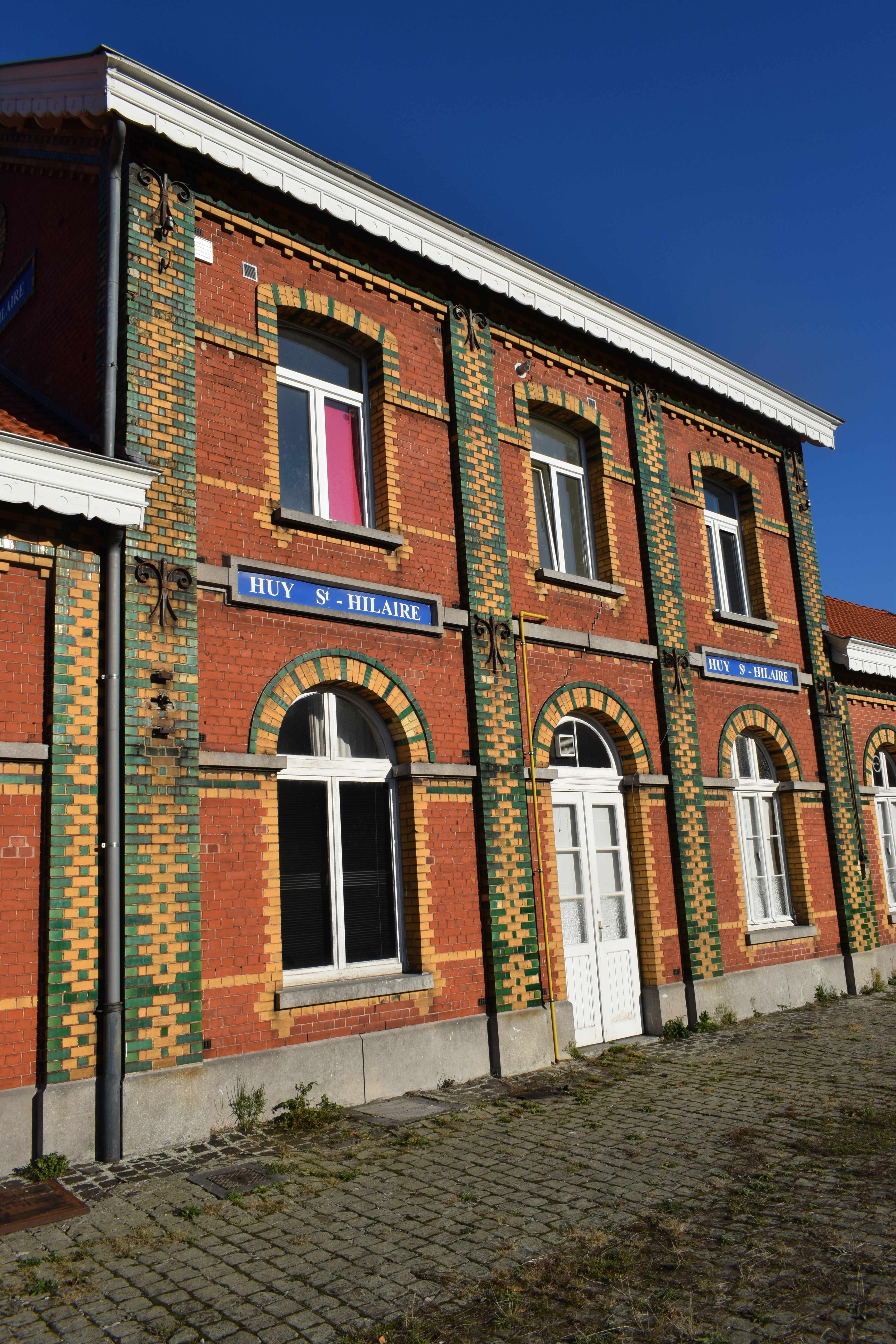
Logement de fonction et bureau.
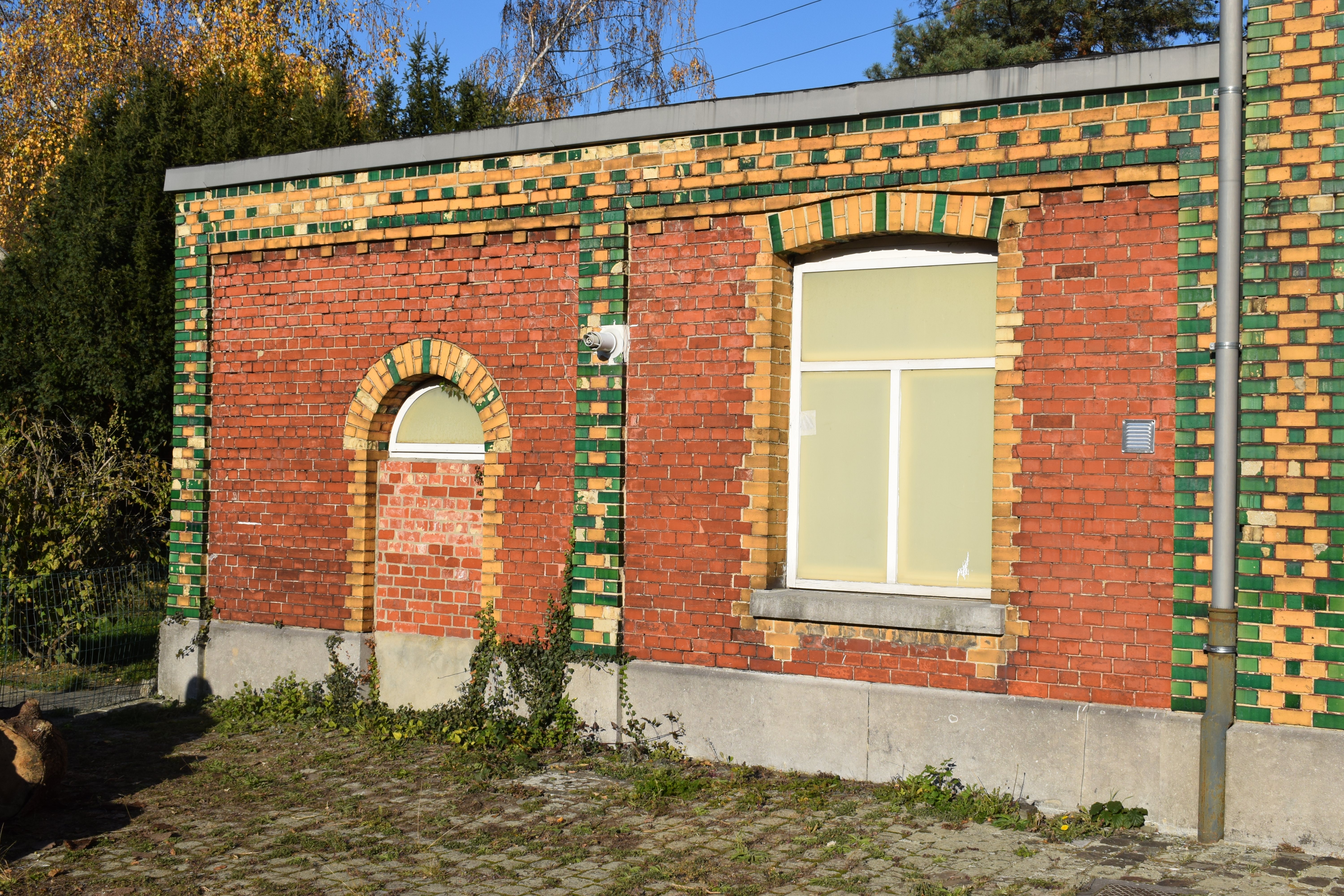
Aile de service
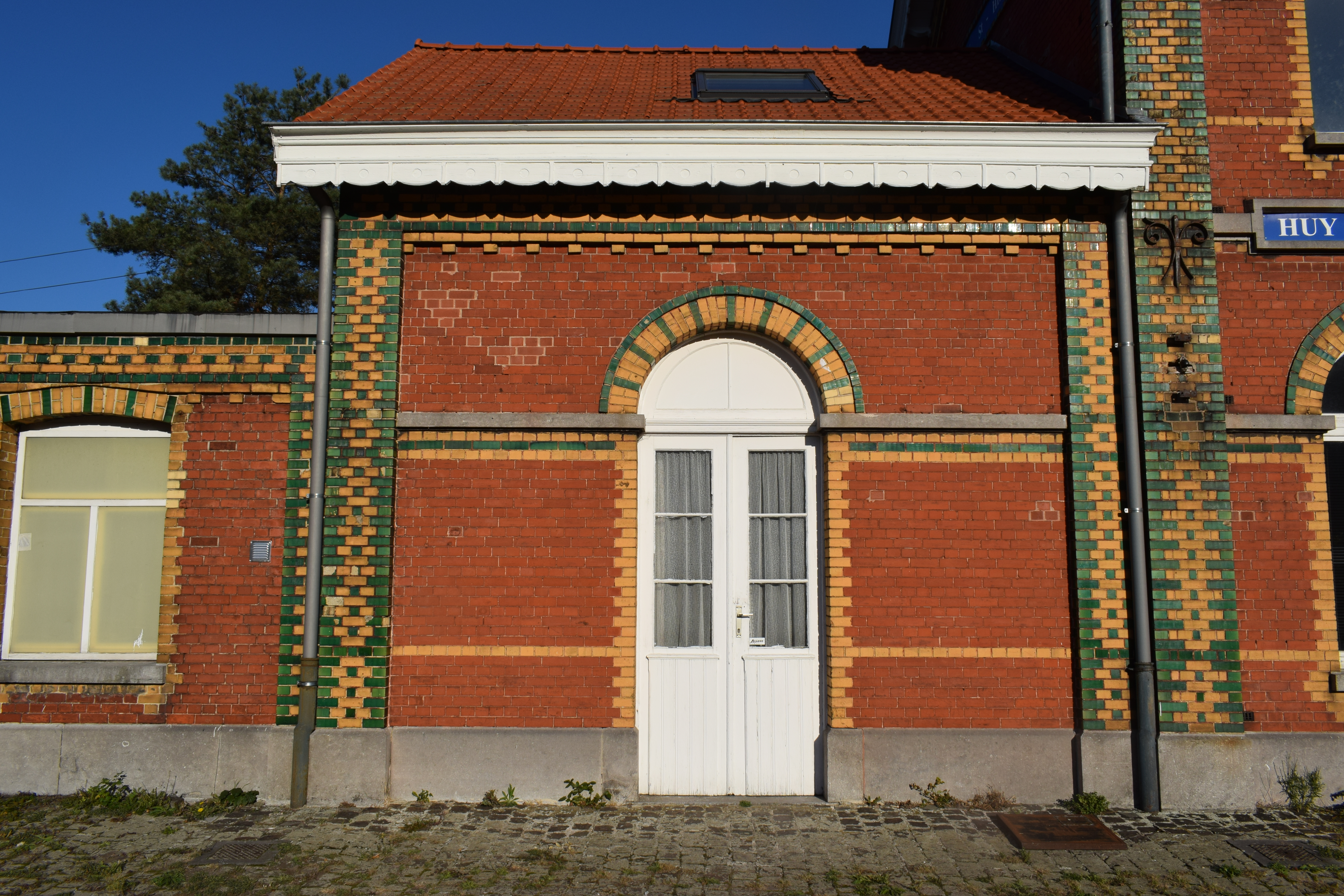
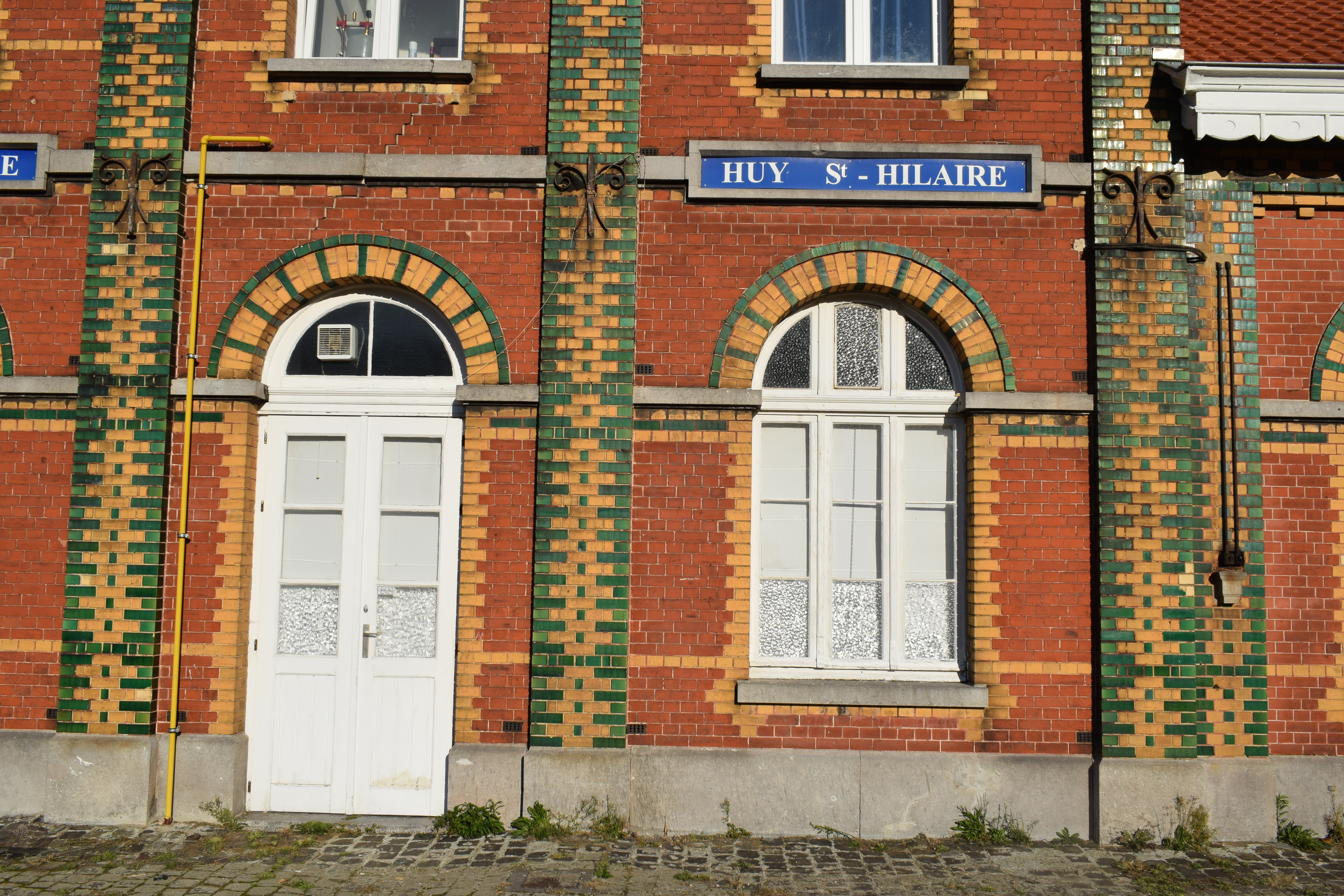
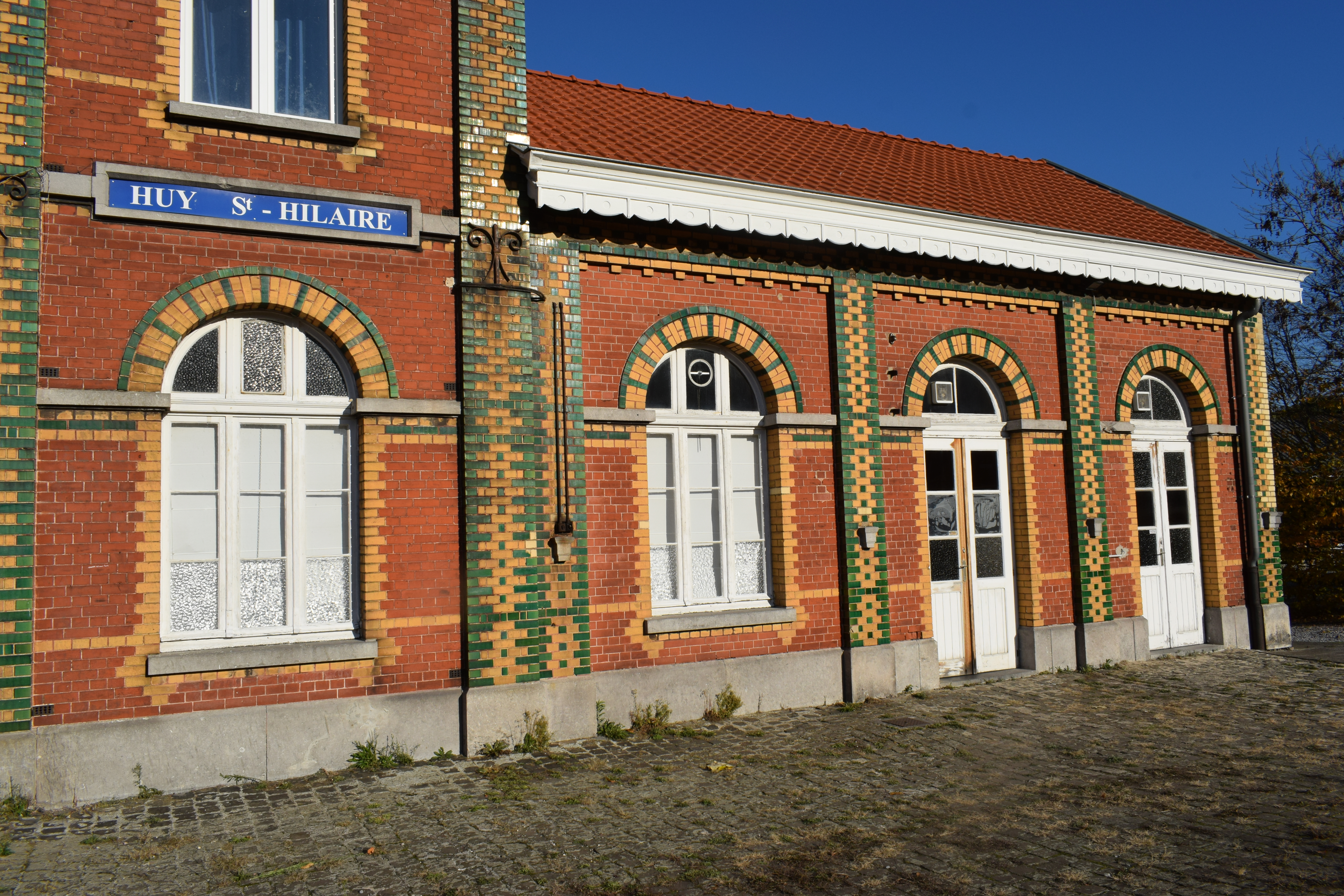
Aile des voyageurs.
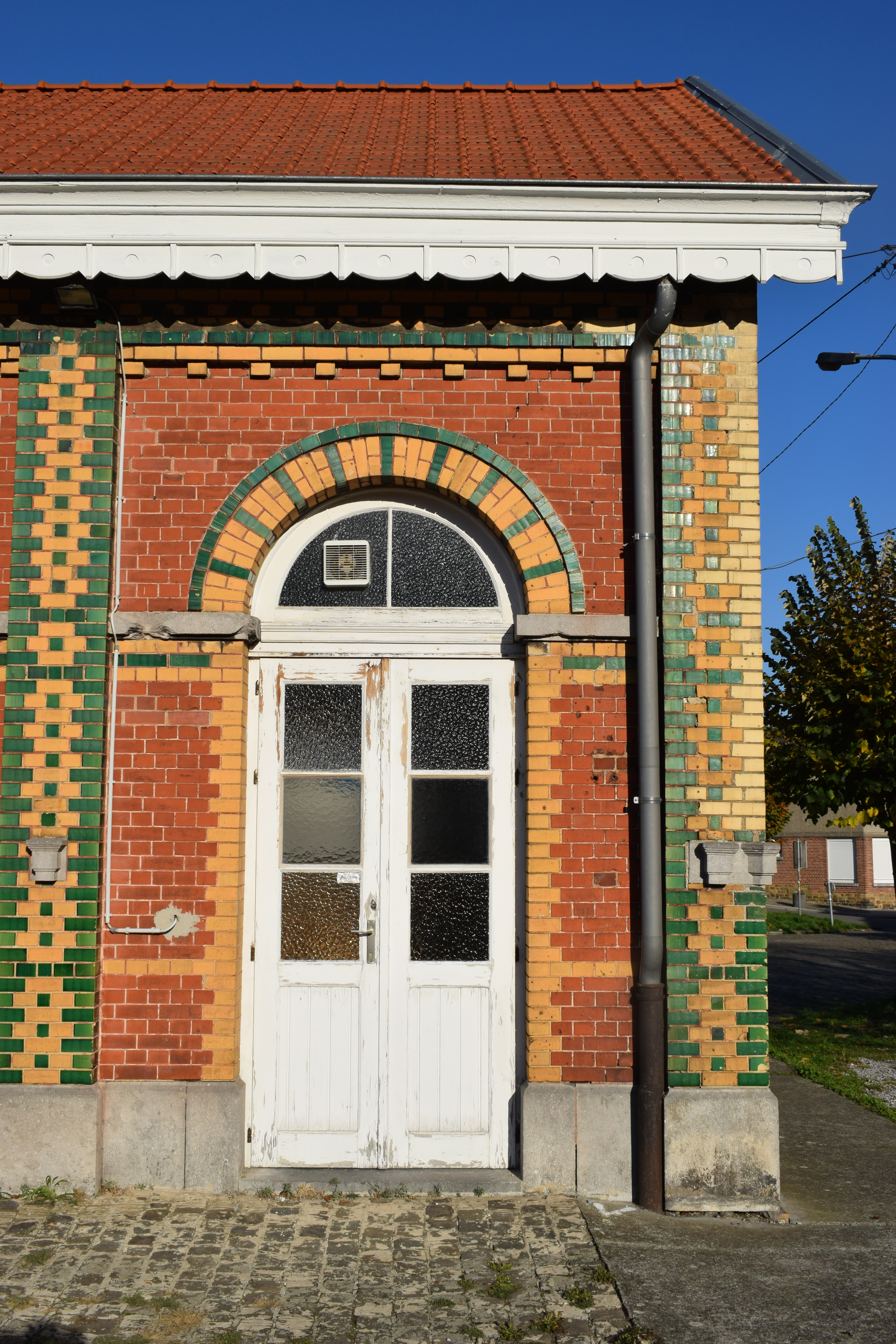
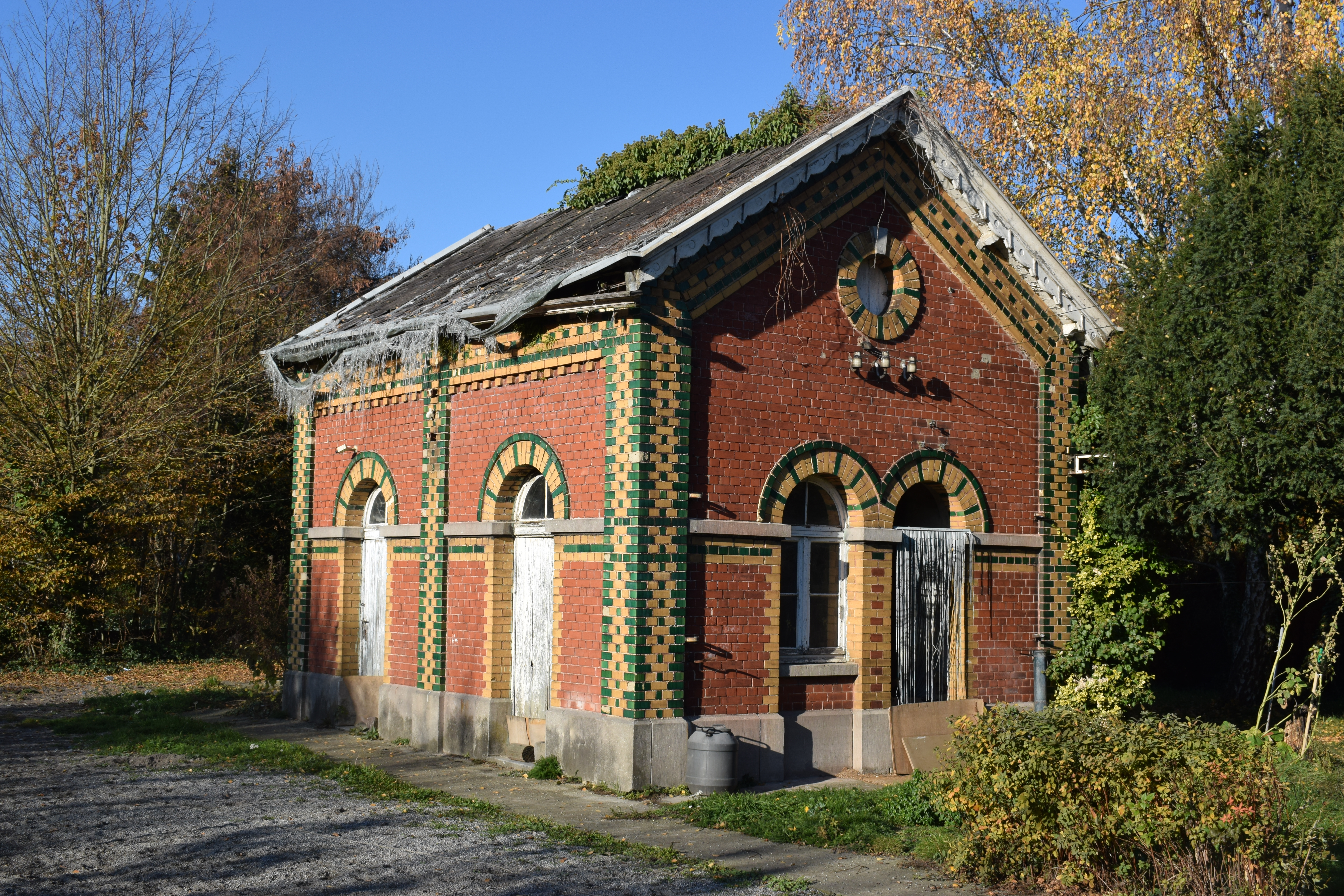
Ancienne annexe.
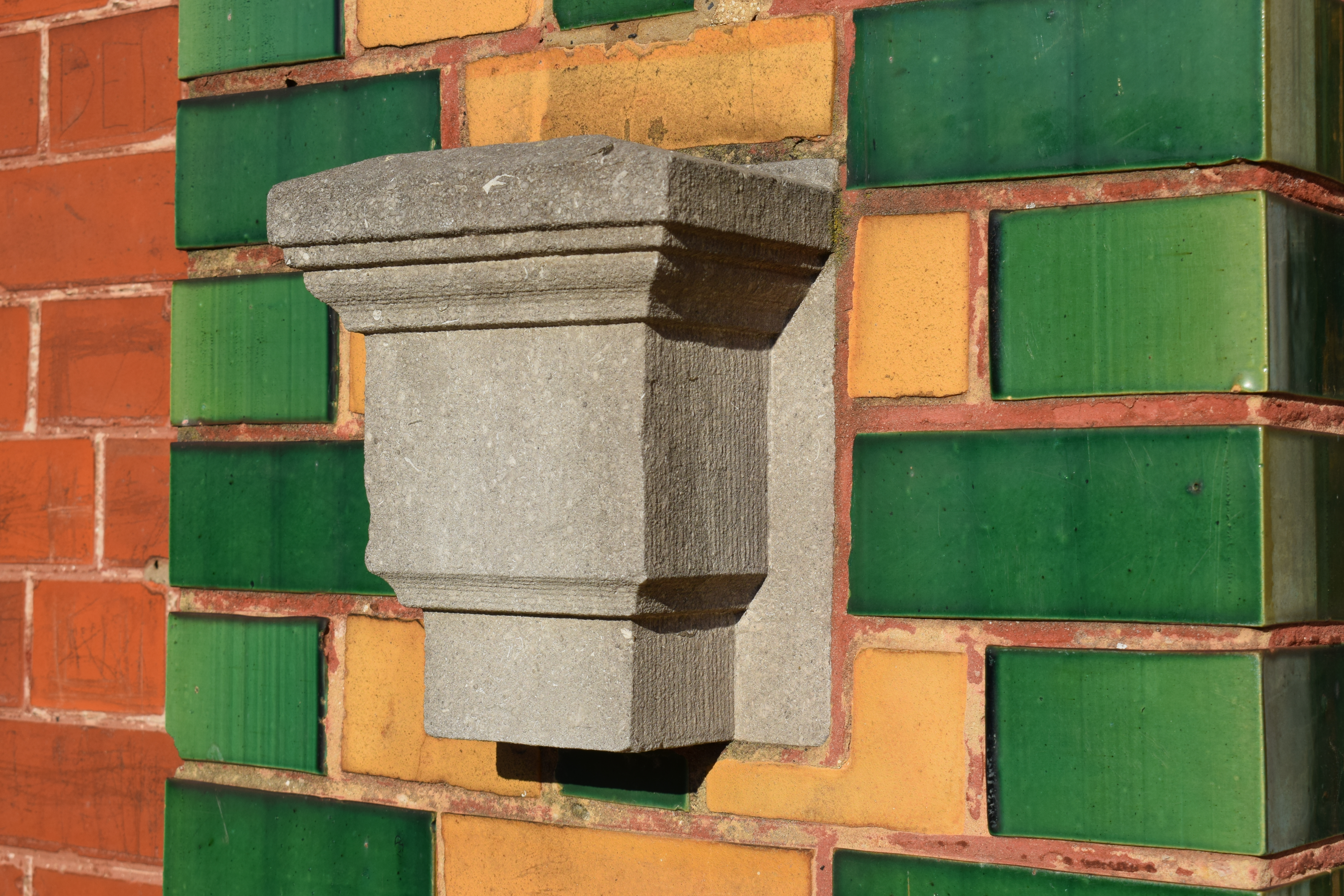
Briques jaunes, vertes et rouges et ancien support de marquise en pierre.